# 中田青渚
中田 青渚（なかた せいな、2000年1月6日 - ）は、日本の女優。兵庫県神戸市出身。アミューズ所属。

## 来歴
2014年、漫画雑誌『Sho-comi』が主催する「第5回Sho-comiプリンセスオーディション2014」においてグランプリを受賞。その後、芸能事務所アミューズからスカウトされ芸能界デビュー。高校入学のタイミングで上京する。
2016年、『ラーメン大好き小泉さん2016新春SP』にてドラマ初出演。
2017年には、映画『写真甲子園 0.5秒の夏』にて、メインキャストとして出演を果たす。
2018年、TBS系火曜ドラマ『中学聖日記』で連続ドラマ初出演。
2022年、映画『街の上で』『あの頃。』『うみべの女の子』の演技で第43回ヨコハマ映画祭最優秀新人賞を受賞。『善人長屋』にて連続ドラマ初主演を務める。

## 人物
マイペースで、のんびりした性格。特技は、すぐ寝ること。中学時代は、陸上部で長距離を走っていた。
女優としての目標は、様々な役を演じて芝居の幅を広げること、憧れの「朝の連続テレビ小説（NHK）」に出演することである。憧れの女優は蒼井優。
最近は、サボテン栽培にはまっている。

## 出演

### 映画
- orange -オレンジ-（2015年12月12日公開、東宝）
- サバイバルファミリー（2017年2月11日公開、東宝）
- 3月のライオン 後編（2017年4月22日公開、アスミック・エース） - 高城めぐみ 役[2]
- 写真甲子園 0.5秒の夏（2017年11月18日公開、BS-TBS） - 関西学園写真部・伊藤未来 役[4][5]
- ミスミソウ（2018年4月7日公開、ティ・ジョイ） - 橘吉絵 役[6]
- 恋は雨上がりのように（2018年9月25日公開、東宝）
- 見えない目撃者（2019年9月20日公開、東映） - レイサ 役
- もみの家（2020年3月20日公開、ビターズ・エンド） - 萌絵 役[7]
- 君が世界のはじまり（2020年7月31日公開、バンダイナムコアーツ） - 中田琴子 役[8]
- あの頃。（2021年2月19日公開、日活） - ヒロイン・靖子 役[9]
- 街の上で（2021年4月9日公開[10]、「街の上で」フィルムパートナーズ） - ヒロイン・城定イハ 役[注 2][11]
- うみべの女の子（2021年8月20日公開、スタイルジャム） - 小林桂子 役[12]
- 犬も食わねどチャーリーは笑う（2022年9月23日公開、キノフィルムズ）[13]
- 市子（2023年12月8日公開、ハピネットファントム・スタジオ） - 吉田キキ 役[14]
- 赤羽骨子のボディガード（2024年8月2日公開、松竹） - 那木うずめ 役[15]
- 六人の嘘つきな大学生（2024年11月22日公開、東宝）[16]
- 聖☆おにいさん THE MOVIE〜ホーリーメン VS 悪魔軍団〜（2024年12月20日公開、東宝） - マーラの娘・三女 役[17]
- 秒速5センチメートル（2025年10月10日公開予定、東宝） - 金子あさみ 役[18]

### テレビドラマ
- ラーメン大好き小泉さん  2016新春SP（2016年1月4日、フジテレビ） - 煮干山薫子 役
- 青い鳥なんて （2017年10月22日、フジテレビTWO） - ゆづは 役
- セトウツミ 第6話（2017年11月18日、テレビ東京） - 樫村一期の女友達 役
- 大阪環状線Part3　ひと駅ごとのスマイル 第2話（2018年1月23日、関西テレビ） - ちか（鈴木拳一の同級生） 役[19]
- 内田康夫サスペンス 新・浅見光彦シリーズ 後鳥羽伝説殺人事件（2018年2月26日、TBS） - 三村舞子 役
- dele 第6話（2018年8月16日、テレビ朝日） - 小川優菜 役[20]
- 中学聖日記（2018年10月9日 - 12月18日、TBS） - 香坂優 役
- すぐ死ぬんだから（2020年8月23日 - 9月20日、NHK BSプレミアム） - 忍いづみ 役[21]
- ここは今から倫理です。（2021年1月16日 - 3月13日、NHK総合） - 南香緒里 役[22]
- アノニマス〜警視庁“指殺人”対策室〜 第1話（2021年1月25日、テレビ東京） - 古賀有希 役[23]
- 取り立て屋ハニーズ 第5話・第6話（2021年4月23日・30日、ひかりTV） - 菊池美千留 役
- 初情事まであと1時間 第4話（2021年8月12日、毎日放送）- 菜摘 役 [24]
- ホメられたい僕の妄想ごはん 第10話・第11話（2021年9月12日・19日、テレビ大阪） - ゆずりん 役
- 声がききたい。 第一夜（2021年12月27日、NHK総合） - 中田青渚（本人） 役
- 踊り場にて（2021年12月30日、フジテレビ） - 金子飛鳥 役[25]
- 善人長屋（2022年7月8日 - 8月26日、NHK BSプレミアム・BS4K） - 主演・お縫 役[26]
- 早朝始発の殺風景 第1話・第2話・最終話（2022年11月4日・11日・12月9日、WOWOW） - 詩子 役[27]
- 私のシてくれないフェロモン彼氏 第2話 - 最終話（2022年11月23日 - 2023年1月18日、TBS） - 榊原ひとみ 役[28]
- しょうもない僕らの恋愛論（2023年1月19日 - 3月23日、読売テレビ・日本テレビ） - 谷村くるみ 役[29]
- 杉咲花の撮休 第2話「ちいさな午後」（2023年2月17日、WOWOW） - 優 役[30]
- だが、情熱はある 第3話 - 第10話（2023年4月23日 - 6月11日、日本テレビ） - 橋本智子 役[31]
- 連続テレビ小説 らんまん 第67回 - 第102回（2023年7月4日 - 8月22日、NHK）- 田邊聡子 役[32]
- 僕たちの校内放送（2023年8月2日 - 23日、フジテレビ） - 藤原瑞輝 役[33]
- トクメイ!警視庁特別会計係 第4話（2023年11月6日、関西テレビ・フジテレビ） - 小田倉ハナ 役[34]
- ブラックガールズトーク 第5話（2024年3月4日、テレビ東京） - 西条若葉 役[35]
- 366日（2024年4月8日 - 6月17日、フジテレビ） - 水野花音 役[36]
- オクトー 〜感情捜査官 心野朱梨〜 Season2 第5話・第6話（2024年10月31日・11月8日、読売テレビ・日本テレビ） - 梅本寧々 役[37]
- 若草物語-恋する姉妹と恋せぬ私- 第5話 - 最終話（2024年11月10日 - 12月15日、日本テレビ） - 市ノ瀬小百合 役[38]
- マイ・ワンナイト・ルール（2025年1月8日 - 2月26日、テレビ東京） - 坂崎マリ 役[39]
- 海老だって鯛が釣りたい（2025年7月3日 - 、中京テレビ・日本テレビ） - 百香 役[40]

### バラエティ
- おはスタ（2015年2月6日、テレビ東京）
- ビットワールド（2016年6月3日、NHK Eテレ） - 勝どん子（カツ丼の精霊） 役
- 痛快TV スカッとジャパン（フジテレビ）
  - 第61回 「胸キュンスカッと～俺が稽古つけてやるよ～」（2016年7月4日） - 島谷さやか 役
  - 第243回 「ウソみたいなホントの話 就活で50社落ちた末の大逆転」 （2021年6月14日） - 明石友美 役

### 舞台
- dorama project　#1「ラケット」（2018年4月25日～29日、神保町花月） - 九段下高校のマネージャー 役 [41]
- ここが海（2025年9月20日 - 10月12日〈予定〉、シアタートラム） - 真琴 役[42]

### ラジオドラマ
- FMシアター 手を振る仕事（2021年4月24日、NHK−FM）[43]
- はなのこと。（2021年5月14日、NUMA） - 主演[44]
- FMシアター　ままなる（2025年4月12日、NHK−FM） - 凛 役[45]

### CM
- サンリオ HELLO KITTY ACTION “MEET BOTTLE”（2017年9月 - ）
- 森永製菓 ウィダーinゼリー『受験にinゼリー』篇（2017年11月 - ）
- NTTドコモ「Enjoy School Days!」（2018年3月 - ）※WEB[46]
- クラボウ 「LANDREAM」（2018年3月 - ）※WEB
- 富士フイルム「ましかくチェキとお出かけ」篇（2018年5月 - ）
- カルピス 100周年CM「宣言」編（2019年3月 - ）
- 北海道日本ハムファイターズ 僕たちもファイターズ「#01 初観戦」篇、「#02 写真撮ってください」篇、「#05 交流戦」篇、「#08 映える」篇、「#10 金曜日」篇（2019年6月 - ）※WEB
- リクルート ホットペッパービューティー「夏、脱、いつものワタシたち」（2019年7月 - ）※WEB[47]

### MV
- Base Ball Bear 「Flame」 - YouTube（2019年1月8日）
- とけた電球 「トライアングル」 - YouTube（2020年3月3日）

### スチール・広告
- 市進学院 2015年度 イメージキャラクター

### イベント
- くまもと復興映画祭（2021年4月18日、熊本城ホール シビックホール）

### WEBドラマ
- 湯あがりスケッチ 第5話（2022年3月3日、ひかりTV） - 魚住リコ 役[48]
- フクロウと呼ばれた男（2024年4月24日 - 5月8日、Disney+）- 大神理沙子 役[49]

### WEB映画
- 恋人になれたら（2025年9月3日配信予定、Amazon Prime Video） - 田辺徒子 役[50]

### WEB
- modelpress「原石を発見！「3月のライオン」いじめっ子役の新人女優・中田青渚に注目 素顔はとってもピュアだった」（2017年4月21日）インタビュー
- アミューズモバイル「アミュモバ★Pick up!! 中田青渚 編」（2017年9月14日）インタビュー
- HOUYHNHNM（フイナム） 「路地裏てぃーん。22人目 中田青渚 18歳」（2018年4月10日）
- Steal me! LINE MOOK（2018年 - ）
- HUSTLE PRESS 「PICK UP ACTRESS 中田青渚」（2020年5月11日）インタビュー
- HUSTLE PRESS 「PICK UP ACTRESS 中田青渚」（2020年7月30日）インタビュー
- やさしいよみきかせ -星の銀貨-（2021年5月14日、AMUSE MOBILE） - イラスト
- logirl 「focus on！ネクストガール」#8 中田青渚 - インタビュー

## 書籍

### 雑誌
- 週刊プレイボーイ 2018年45号 （2018年、集英社）[51]
- フリーマガジン「DOKUSOマガジン」2021年10月号 - （2021年10月15 - 、DOKUSO映画館）- 連載「中田青渚の大切なひとり時間」[52]

## 受賞歴
- 第43回ヨコハマ映画祭 最優秀新人賞（「街の上で」「あの頃。」「うみべの女の子」）[53][54]